# Jana Drbohlavová
Jana Drbohlavová (22. listopadu 1940 Praha – 28. října 2019 Praha) byla česká herečka, manželka herce Ladislava Županiče, dcera českého fotografa Karla Drbohlava a matka historika Jana Županiče.

## Život
Narodila se v rodině jednoho ze zakladatelů divadelní fotografie Karla Drbohlava. Po absolvování Střední průmyslové škole grafické v Hellichově ulici v Praze 1, kde absolvovala v oboru fotografie, vystudovala v letech 1958–1962 pražskou DAMU. K jejím profesorům patřili např. Miloš Nedbal, Leoš Spáčil a Libuše Pešková. Mezi její spolužáky patřili např. Josef Abrhám, Petr Čepek, Jiří Krampol, Ladislav Mrkvička, Václav Sloup, Jan Odl, Marie Málková, Helga Čočková, Jana Kasanová, Daniela Šrajerová či Jaroslava Tvrzníková.
Po absolutoriu působila krátce v nuselském Divadle na Fidlovačce, krátce v Komorním divadle a po jeho zrušení a na základě úspěšné role ve hře Sladká Irma (režie Václav Hudeček) dostala několik dalších nabídek na angažmá. Z popudu Oty Ornesta nastoupila v roce 1963 do Městských divadlech pražských. V Divadle ABC působila až do roku 2016, kdy musela z důvodu zdravotního stavu na hereckou kariéru rezignovat.
Od počátku 60. let působila také v televizi a to včetně pořadů vysílaných živě. Ve filmu poprvé vystoupila roku 1959 v dramatu Život pro Jana Kašpara režiséra Vladimíra Síse, do obecného povědomí ale vešla zejména rolemi role učitelky Peškové ve filmu Dívka na koštěti a paní Hermanová v seriálu Arabela. Posledními vystoupeními před kamerou byly drobné role ve filmech Líbáš jako ďábel a Školní výlet z roku 2012. Byla také známou rozhlasovou herečkou a dabérkou (role Nšo-Či ve filmu Vinnetou nebo prof. McGonnagallová ve filmech o Harrym Potterovi). Namluvila též i několik televizních večerníčků (např. Vepřík a kůzle). Roku 2007 ji Herecká asociace udělila Cenu Františka Filipovského za celoživotní mistrovství v dabingu.
Jana Drbohlavová zemřela ve spánku v Nemocnici Milosrdných sester sv. Karla Boromejského v noci z 28. na 29. října 2019.

## Vybrané divadelní role
- 1963 Lope de Vega: Svůdná Fenisa, Celia, Divadlo ABC, režie E. Němec
- 1964 Jevan Brandon-Thomas: Charleyova teta, Kitty, Divadlo ABC, režie Ivan Weiss
- 1965 Oscar Wilde: Jak je důležité míti Filipa, Cecílie, Divadlo Komedie, režie Ladislav Vymětal
- 1966 William Shakespeare: Zkrocení zlé panny, Kateřina, Valdštejnská zahrada/Divadlo ABC, režie Karel Svoboda
- 1967 Michail Bulgakov: Purpurový ostrov, Betsy, Komorní divadlo, režie Ivan Weiss
- 1968 Jan Drda: Hrátky s čertem, Dišperanda, Divadlo komedie, režie Ivan Weiss
- 1969 Marin Držič: Lišák Pomet (Dundo Maroje), Petruněla, Divadlo komedie, režie Pavel Rímský
- 1970 J. K. Tyl: Fidlovačka aneb Žádný hněv a žádná rvačka, Liduška, Valdštejnská zahrada, režie Karel Svoboda
- 2010 Lucinda Coxon: Konečně šťastná?, Matka, Divadlo ABC, režie Petr Svojtka

## Film
- 1985 Muž na drátě
- 1976 Terezu bych kvůli žádné holce neopustil
- 1971 Dívka na koštěti – role: učitelka Pešková
- 2012 Školní výlet

## Televize
- 1966 Evžen Oněgin (inscenace románu ve verších Alexandra Sergejeviče Puškina) - role: Olga Laurinová
- 1968 Jak se stal Janek-voják králem anglickým (pohádka) – role: princezna
- 1971 Hostinec U koťátek (TV seriál) – role: Anka
- 1971 Mrtvý princ (TV pohádka) – role: komorná
- 1973 Kukačky (TV film) – role: Růžena Frouzová
- 1979 Rovnice o jedné krásné neznámé... (TV hra) – role: referentka
- 1969 Hříšní lidé města pražského (6/13)

## Rozhlas
- 1973 Molière: Lakomec, Československý rozhlas, překlad: E. A. Saudek, pro rozhlas upravil: Dalibor Chalupa, osoby a obsazení: Harpagon (Stanislav Neumann), Kleant, jeho syn (Vladimír Brabec), Eliška, jeho dcera (Jana Drbohlavová), Valér (Josef Zíma), Mariana, jeho sestra (Eva Klepáčová), Anselm, jejich otec (Felix le Breux), Frosina, dohazovačka (Stella Zázvorková), kmotr Jakub, kočí a kuchař Harpagona (Josef Beyvl), kmotr Šimon, zprostředkovatel (Miloš Zavřel), Čipera, Kleantův sluha (Jaroslav Kepka), Propilvoves (Oldřich Dědek), Treska (Jiří Koutný), policejní komisař (Eduard Dubský) a hlášení a odhlášení (Hana Brothánková), dramaturgie: Jaroslava Strejčková, hudba: Vladimír Truc, režie: Jiří Roll.[5]
- 1974 Charles Dickens: Cvrček u krbu, role: Bertička, režie: Josef Červinka
- 1976 Stendhal: Kartouza parmská, dvoudílná četba, překlad Miloslav Jirda, četli: Fabrizzio del Dongo (Alfred Strejček), Gina San Severinová (Věra Galatíková), hrabě Mosca (Martin Růžek), Klélie (Jana Preissová), Conti (Josef Patočka), Kníže (Čestmír Řanda), generální prokurátor Rassi (Antonín Hardt), Cecchina (Daniela Hlaváčová), markýza Raversiová (Karolína Slunéčková), Marietta (Jana Drbohlavová), Giletti (Alois Švehlík), herec (Artur Šviha), hlas (Milan Mach) a Fontana, generál (Vladimír Pospíšil); režie: Miroslava Valová.[6]
- 1988 Kocourkov (pohádka), dramatizace: Jana Dvořáková, režie: Ladislav Rybišar, hráli: Václav Knop (Všudybyl), Jiří Holý (purkmistr), Ilja Prachař (radní), Jan Faltýnek, Vladimír Krška, Jan Skopeček, Věra Kubánková, Jana Drbohlavová, Ladislav Trojan, Miriam Kantorková a další.
- 1997 Hector Hugh Munro: Povídka Byzantská omeleta, překlad: František Vrba,  dramatizace: Jan Žáček, četli: Michal Pavlata, Marie Drahokoupilová, Barbora Hrzánová, Jana Drbohlavová; režie: Josef Červinka.
- 2010 Rudolf Těsnohlídek: Dobrodružství lišky Bystroušky. Dramatizace Anna Jurásková. Hudba Vlastimil Redl. Dramaturgie Václava Ledvinková. Režie Jaroslav Kodeš. Účinkují: Lucie Pernetová, Václav Vydra, Taťjana Medvecká, Jiří Köhler, Stanislav Zindulka, Radek Holub, Jiří Maršál, Marek Eben, Jiří Lábus, Jaroslav Vlach, Jitka Smutná, Jana Drbohlavová, Tomáš Racek, Denisa Nová, Anna Suchánková, Nikola Bartošová, Dana Reichová, Valerie Rosa Hetzendorfová, Justýna Anna Šmuclerová, Josef Tuček, Vladimír Fišer, Antonín Tuček a Dorota Tučková.